# Múa hổ

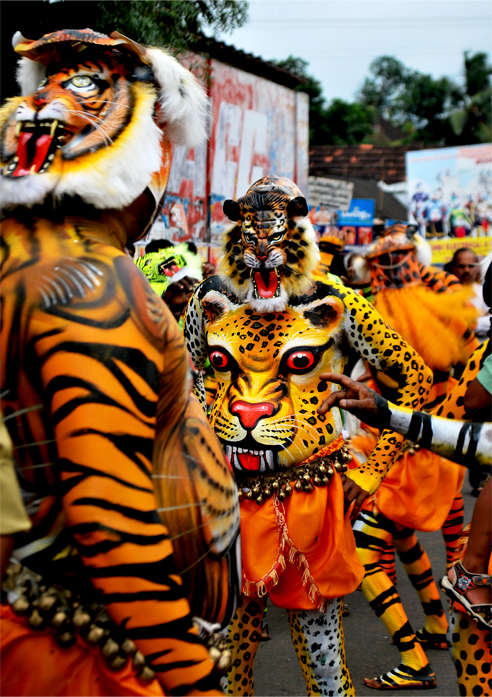
Một nghi lễ hóa trang hổ ở Pulikkali của Ấn Độ

Múa hổ hay điệu nhảy hổ (Tiger dance) là một nghệ thuật biểu diễn truyền thống, trong đó những người mặc trang phục hóa hổ tự mình hoặc cùng biểu diễn với những người khác. Múa hổ được thể hiện trong những nghi thức sinh hoạt văn hóa hoặc tín ngưỡng tôn giáo trong tục thờ hổ. Hình thức múa hổ được ghi nhận ở nhiều nơi trên thế giới như Reog Ponorogo của Ponorogo, Java của Indonesia, ở các vùng Puliyattam-Tamil Nadu, Pilivesa-Tulu Nadu thuộc bang Karnataka và Kerala, Puli Kali-Kerala, Baagh Naach-quận Subarnapur, quận Ganjam, Odisha của Ấn Độ, Baagh Naach của người Newa thuộc Nepal; tại các vùng Kamaishi, Iwate, Ōfunato, Iwate, Yokosuka, Kanagawa ở Nhật Bản và ở miền Bắc và ở Huế của Việt Nam.

## Miền Bắc

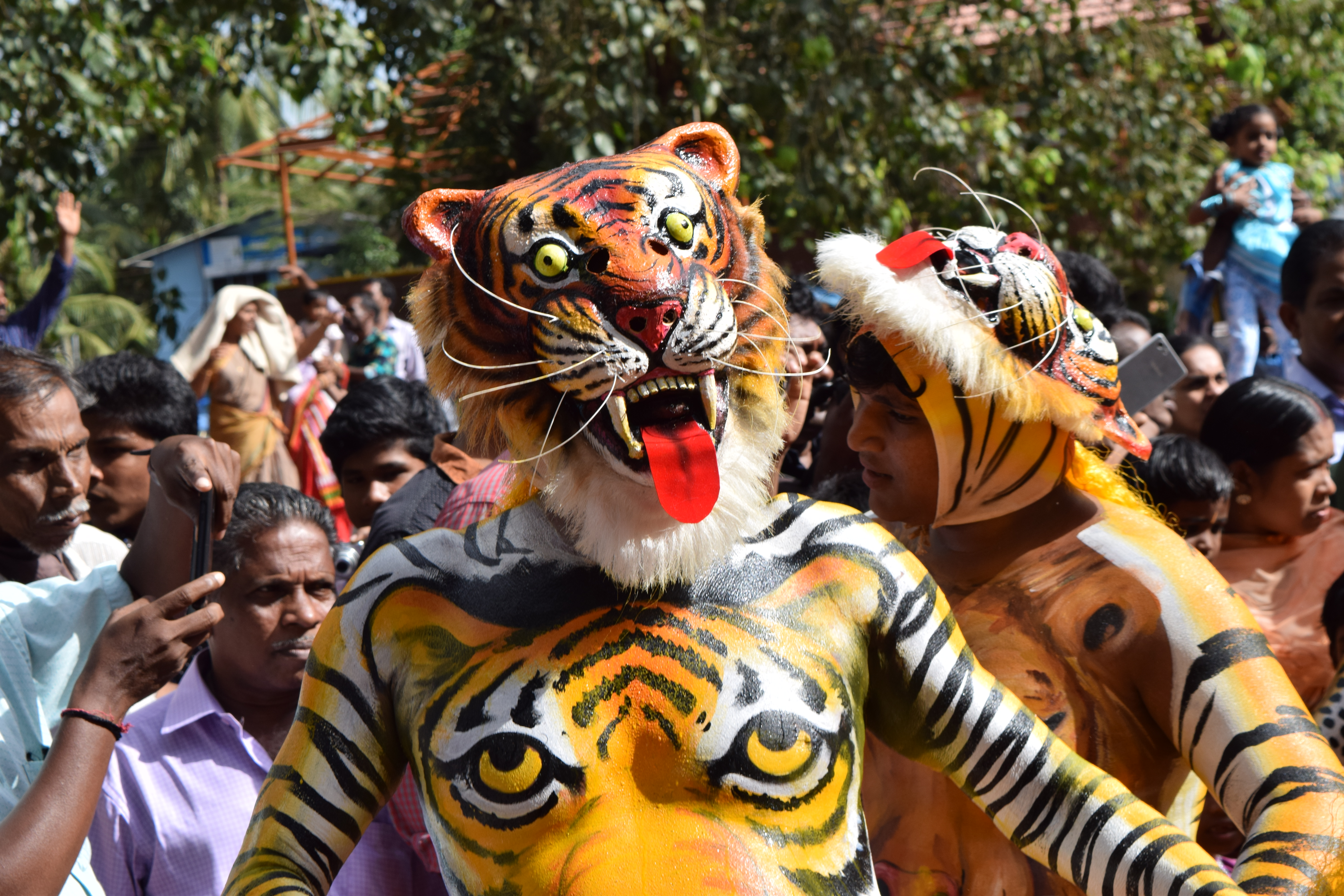
Hóa trang hổ ở Ấn Độ

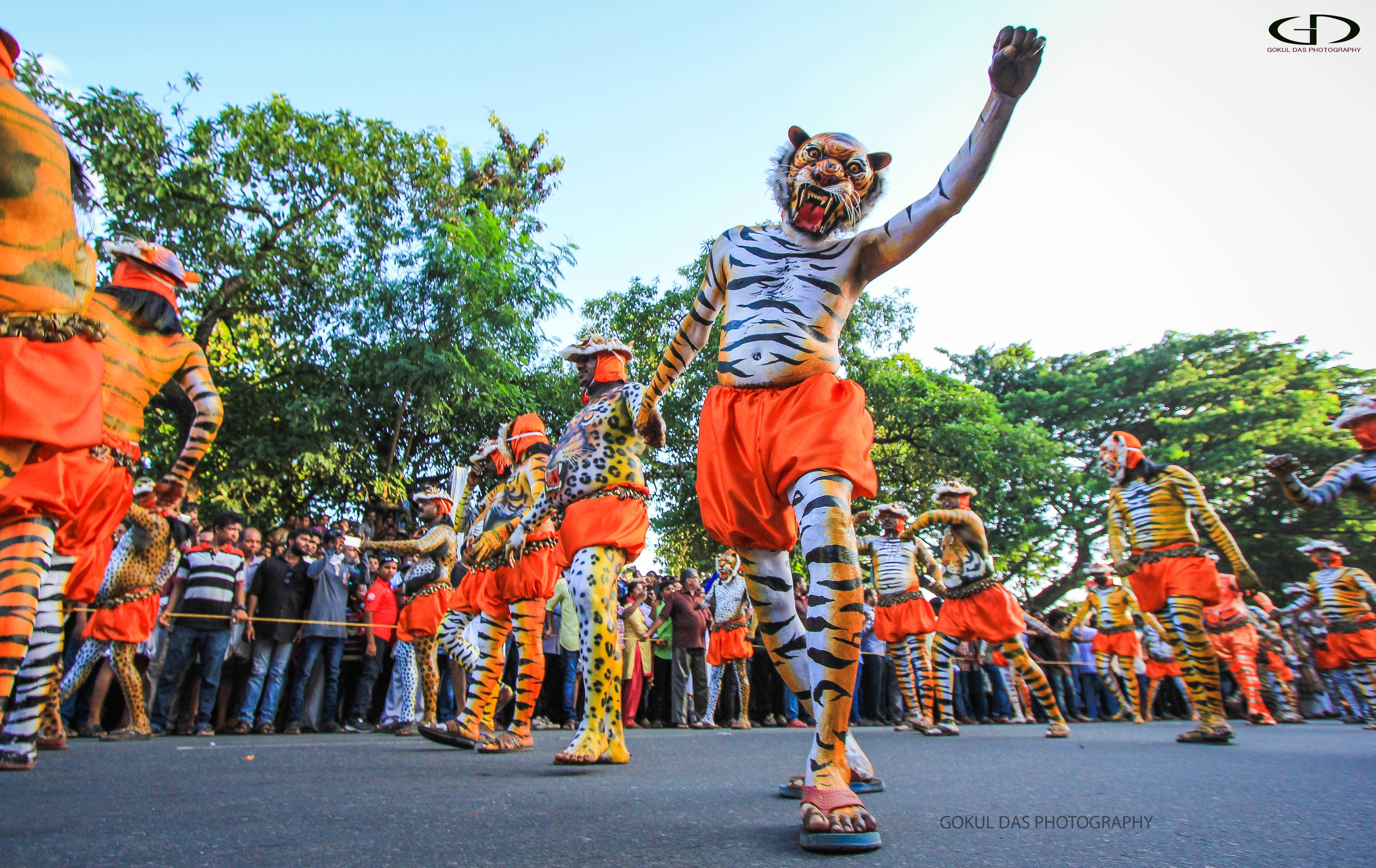
Múa hổ Ấn Độ

Trong thờ Mẫu, nghi lễ đặc trưng và quan trọng nhất là lên đồng (hầu đồng). Hầu đồng là một trong nghi lễ thờ tam, tứ phủ cũng có giá đồng hầu ngũ hổ. Nghệ thuật miêu tả lại sức mạnh thần hổ thể hiện rất rõ trong nghi lễ này. Rất ít người hầu được quan hổ, khi hầu thường làm động tác như phun lửa, nhai bó hương đang cháy, quỳ ngậm hương gật đầu lễ, làm động tác hổ ngồi, hổ vồ mồi, nhai đĩa sống, đập vỡ đĩa, dấu mặn rạch lưỡi, phun rượu thánh trừ tà, đập trứng sống, ăn thịt sống, ngậm dầu phun lửa. Hầu ông Hổ thường không thay khăn áo, chủ yếu là khăn phủ diện che mình, ngài về không sang tai. Người ta thường ít hầu ông Hổ, vì hầu ông rất nặng ít người hầu được.
Trong nghi lễ, thần linh giáng bóng nhiều lần vào các ông đồng, bà đồng, theo thứ tự từ cao xuống thấp. Giá hầu ngũ hổ được xếp vào giá cuối cùng. Rất hiếm người hầu giá ngũ hổ, đó phải là người chịu căn cao bóng nặng của ngài mới được phép hầu. Người có căn mệnh hầu ngũ hổ là người hay nằm mơ bị hổ vồ, ăn thịt, hoặc bị ngã xuống núi, thấy nhiều cảnh chém giết, cảm giác trong người mệt mỏi khi khám bác sĩ không phát hiện ra bệnh. Hoặc khi về các nơi thiêng làm lễ tại ban thờ thần hổ mặt đỏ bừng, có biểu hiện kỳ lạ như vồ thịt sống, trứng sống để ăn, chui vào ban thờ hổ ngồi trong trạng thái mất kiểm soát.
Khi đến giá ngũ hổ ghế đồng, hợp vị thần hổ nào sẽ hầu vị đó, mặc sắc phục phù hợp, phía sau có thêu hình thần hổ cai mệnh. Con đồng phải vật lộn trên điện mất khoảng 10-20 phút chỉ để làm các động tác như gầm gừ, khuôn mặt hết sức dữ tợn, tay chân tạo dáng như thế hổ vồ, thường nhai đĩa sành. Chỉ người có căn mệnh mới thực hiện được động tác cào xuống đất, bọt mép tràn ra, đôi mắt mở to, miệng há rộng, hai hàm răng nghiến chặt. Ông hổ khi lên nhập vào giá con đồng ban phát lộc cho dân, thường lấy răng để cắp lộc phát cho từng người. Có những giá hầu, ông hổ ăn luôn cả trứng sống, thịt sống, cắn vỡ vụn chén rượu, đĩa để thị uy sức mạnh.
Xác Đồng lên vai hổ là một màn khó khăn, căng thẳng. Trong nghi lễ thờ mẫu có động tác lên vai hổ "Trùm khăn đỏ (phủ diện) lên đầu, rồi tập trung, lấy tay che mắt, bỗng nhiên thấy hai vai trĩu nặng; con đồng lấy tay xoa mặt, xong chống tay xuống đất trong tư thế hổ ngồi, rồi gầm thét. Người tham dự biết rằng Thần Hổ đã giáng. Lập tức họ rót rượu vào bát rồi đốt. Con đồng nhúng tay vào, xoa mặt với rượu nóng. Nhìn lên điện thờ, con đồng lại gầm thét. Người dự mang đến bó hương, đồng đốt hương và cắn vào ngọn lửa đang cháy. Sau đó có người mang đến đĩa dầu lửa và đốt lên. Con đồng cắn vỡ đĩa sành, mồm miệng đầy dầu lửa, và cứ thế lặp lại nhiều lần.
Cho đến khi cử tọa yêu cầu ngưng, để biểu diễn việc trừ tà và cho thuốc. Cuối cùng "Thần Hổ thăng". Tạo không khí cho vai Thần Hổ, có nhạc đệm sênh phách, đờn ca bài hát chầu văn đặc biệt Ngũ Hổ luyện văn liên quan đến hổ gồm: "Trên thượng thiên có năm tướng hổ, luyện người về để độ vạn dân. Phật ban cho phép đại uy linh. Có phen hống động thiên đình, giương nanh ra vuốt quỷ tinh bạt hồn. Có phen tướng xuống Diêm môn, Tà ma cũng phục, Phạm Nhan thu hình. Xuống Thủy Tinh các tòa cũng phục. Năm ông đều lại tót lên non. Khi thời biến ra hổ thần, hiện ra hổ tướng nhãn tinh sáng lòe".

## Tại Huế

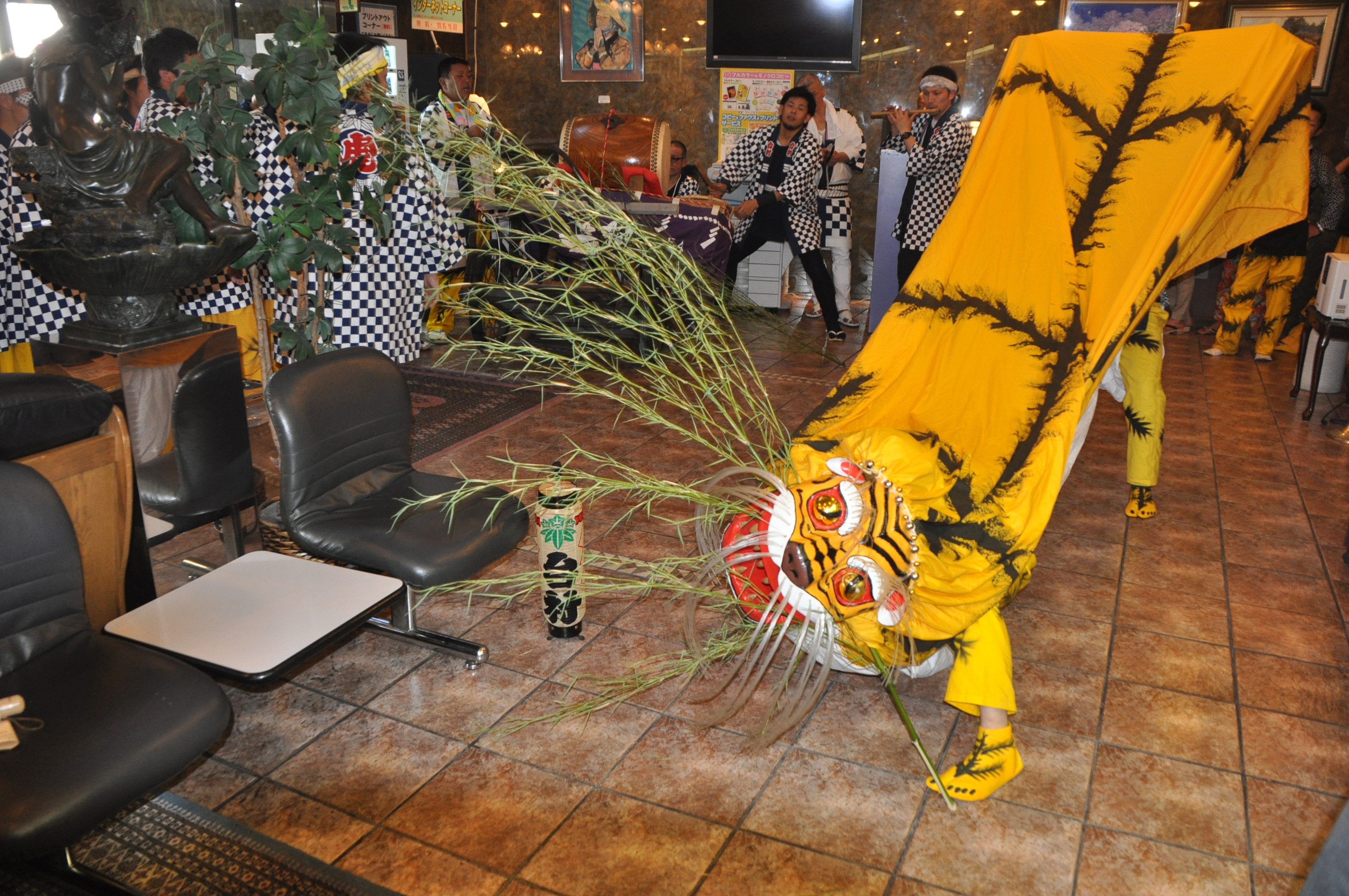
Điệu múa hổ ở Kamaishi, Nhật Bản

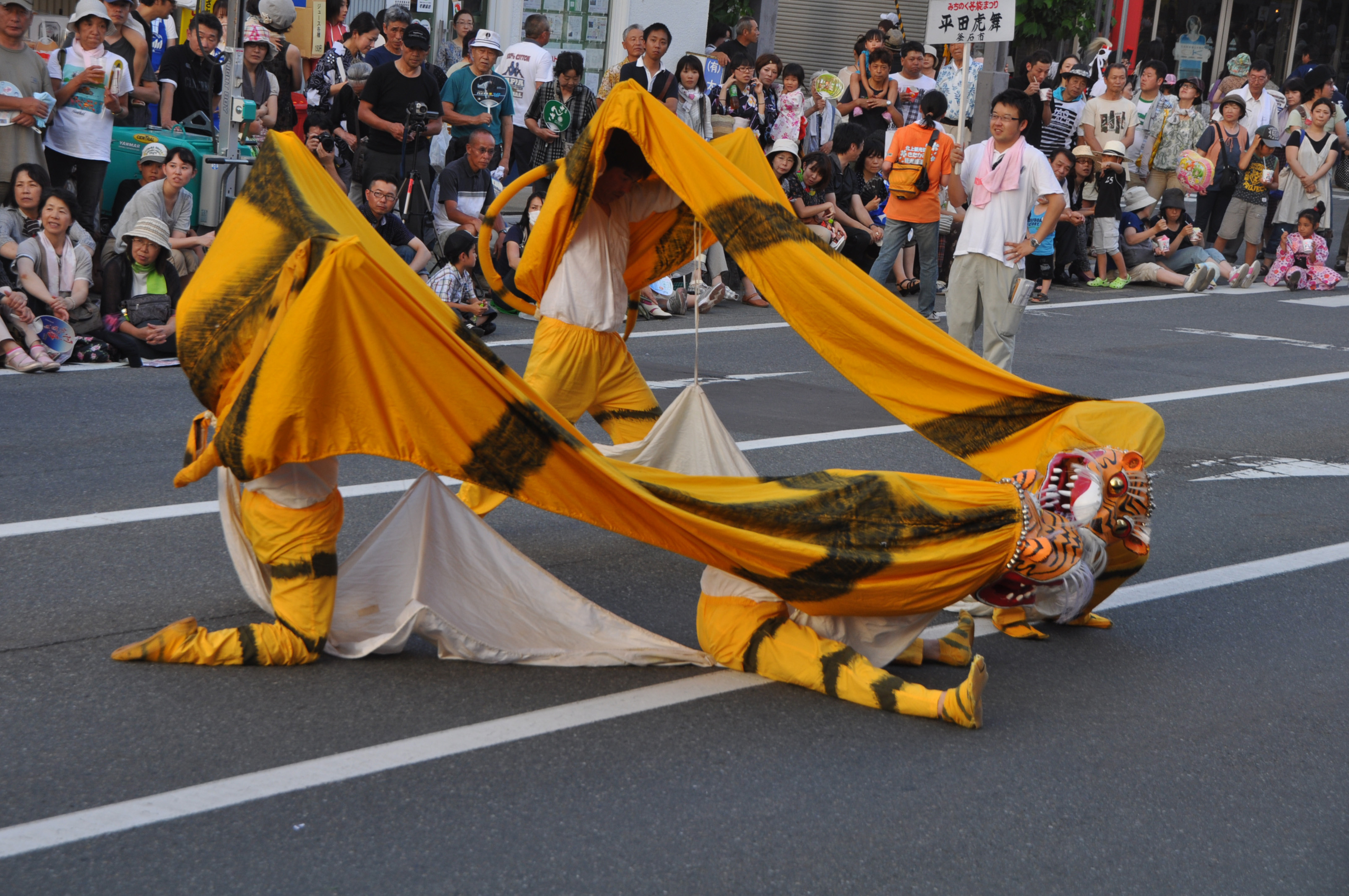
Múa hổ Nhật Bản

Trong hệ thống các vũ khúc cung đình triều Nguyễn, Long Hổ hội là điệu múa được nhiều thế hệ nghệ nhân cung đình Huế sáng tạo dựa trên cơ sở điệu múa tứ linh, là điệu múa được sáng tạo nhằm biểu hiện những sinh hoạt của hai loài vật. Điệu múa được chia làm ba phần, trong đó phần "Hổ độc diễn" đã được các nghệ nhân cung đình mô phỏng theo những nét đặc trưng nhưng rõ ràng và dễ hiểu. Trên sân khấu, ngoài hình tượng Long (Rồng) oai nghiêm mềm mại, thì hình tượng Hổ đã được các nghệ nhân sáng tạo thông qua sự quan sát tinh tế những thuộc tính của con vật được coi là chúa tể sơn lâm. Long và Hổ vờn nhau thể hiện cuộc sống thanh bình, đất trời hòa hợp và cái đẹp chân thật của bản năng.
Nghệ thuật múa Hổ độc diễn được miêu tả bằng chuỗi hành động từ chậm đến nhanh và đạt đến cao trào với cách tạo hình động như: bắt đầu Hổ lăn một vòng 360 độ, tiếp đến Hổ quan sát xung quanh, đào đất, nhảy ngồi trên hai chân sau, nín thở, đại tiện, lấp đất, ngửi, lăn đất, cọ lưng, giỡn bóng nắng, ngủ... Chuỗi hành động của Hổ độc diễn được các nghệ nhân tái hiện cực kỳ độc đáo. Cũng như hành động đẻ trong điệu múa cung đình Lân mẫu xuất lân nhi, hình ảnh Hổ đại tiện được miêu tả không hề trùng lặp với một điệu múa cung đình nào nhưng đã gây bất ngờ và thú vị cho khán giả. Khi miêu tả Hổ đại tiện, các nghệ nhân cho rằng, Hổ là giống lớn nhất trong họ nhà mèo và chỉ duy nhất họ này biết che giấu khi đại tiện, đấy là sự khôn ngoan đặc biệt hơn hẳn các loài khác, kể cả con người. Chính vì vậy, khi sáng tạo nên nhân vật Hổ, những người nghệ nhân cung đình xưa đã miêu tả chi tiết này.
Khi biểu diễn hình tượng Hổ, người nghệ sĩ phải mang bộ lốt màu vàng đất vì Hổ ở đây chính là Hoàng Hổ tượng trưng cho đất. Do đó khi biểu diễn, Hổ có những động tác như: ngồi trên hai chi sau, hai chi trước chống đất, lạy ba lạy với ý nghĩa Đất phải chịu Trời. Khi người nghệ sĩ biểu diễn, hình tượng con Hổ trong điệu múa đã được nâng cao về mặt nghệ thuật, các thuộc tính của loài vật này chẳng những không làm cản trở, trói buộc sự sáng tạo mà càng khiến cho điệu múa thêm sinh động, uyển chuyển, mang nét đặc trưng riêng biệt, độc đáo và hết sức tinh tế. Điệu múa được kết thúc bằng hình ảnh Long đứng tấn, Hổ nhảy chân phải đứng trên chân trái Long, tay phải ôm vào cổ Long, tay trái đưa lên đối xứng với tay phải của Long. Đây chính là cách tạo hình mà nhiều thế hệ nghệ sĩ trước đây thường biểu diễn trong các ngày Gia Long khai quốc, Hưng quốc khánh niệm và những ngày khánh hỷ trong cung để cầu mong đất trời hòa thuận, người dân được hưởng thái bình an lạc.

## Hình ảnh

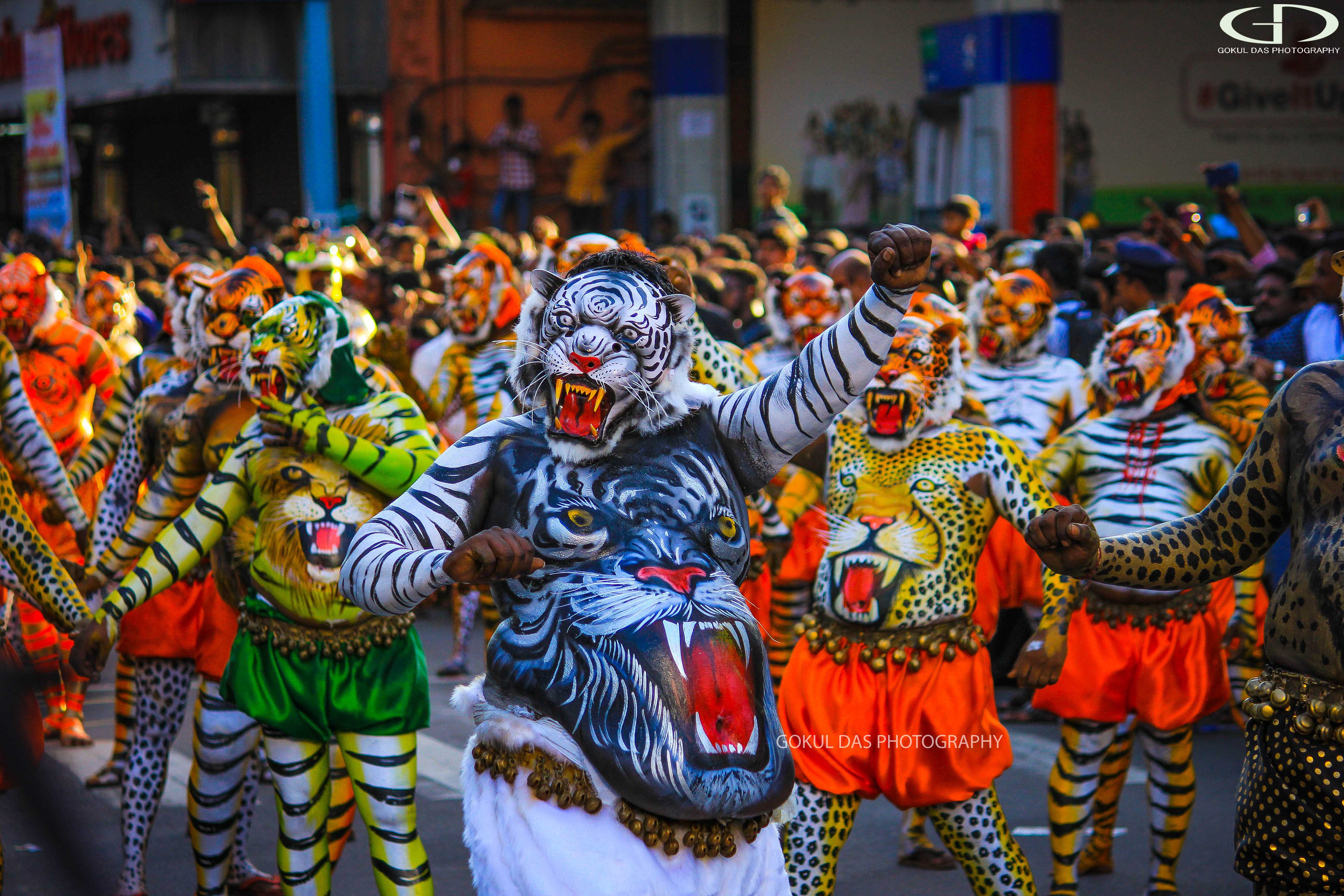
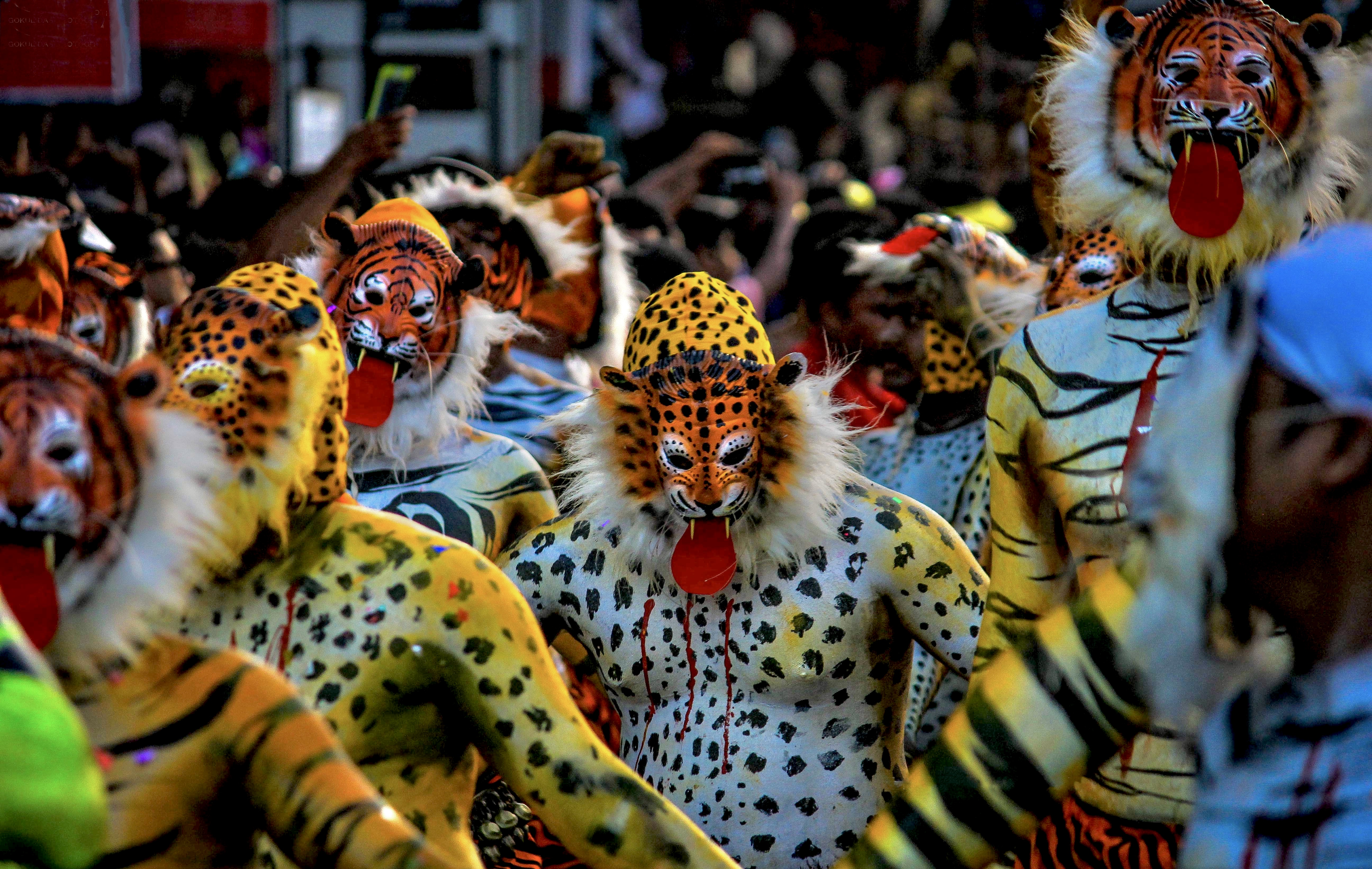
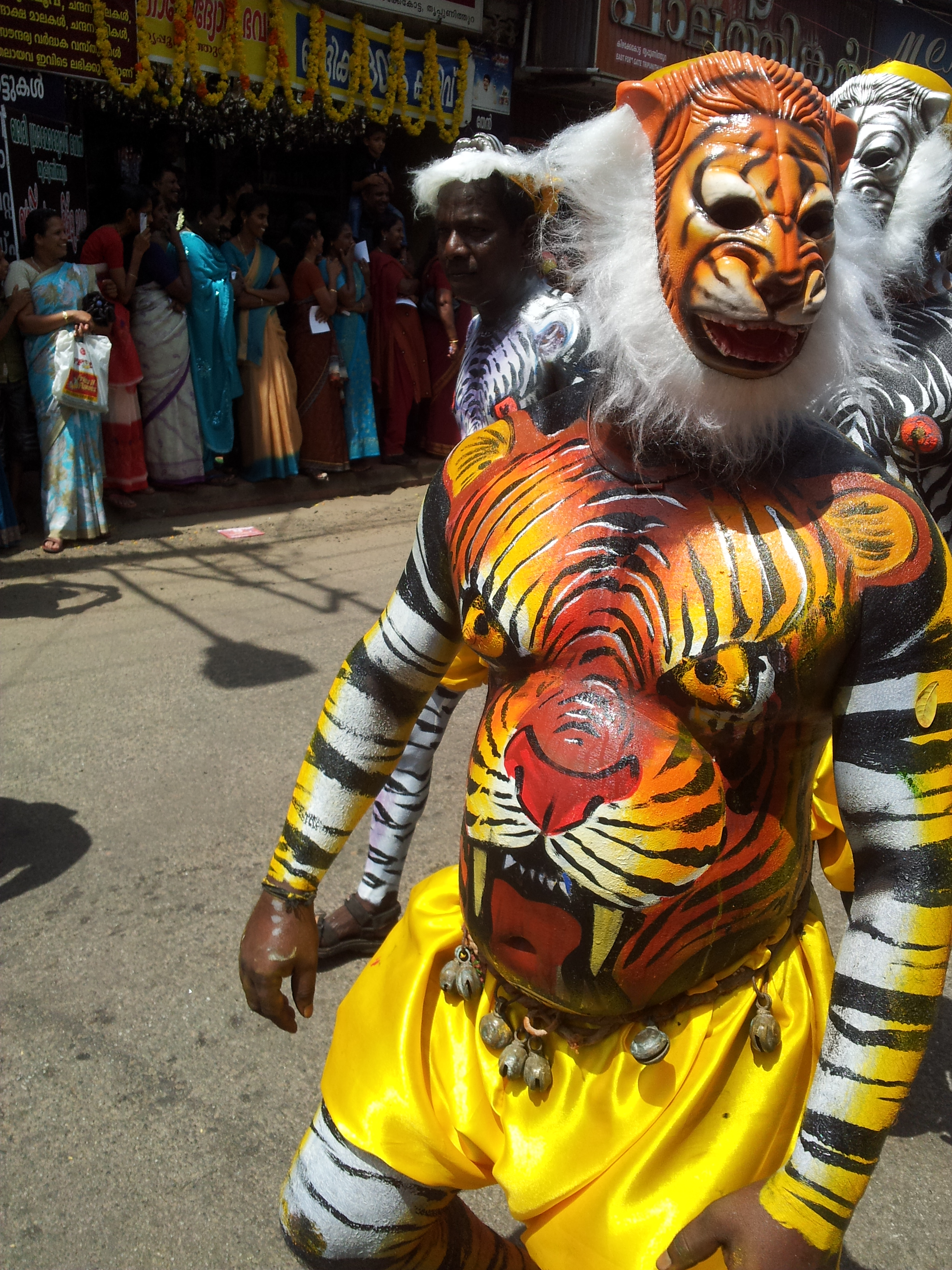
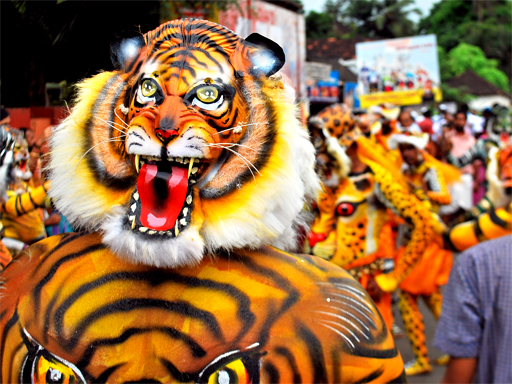
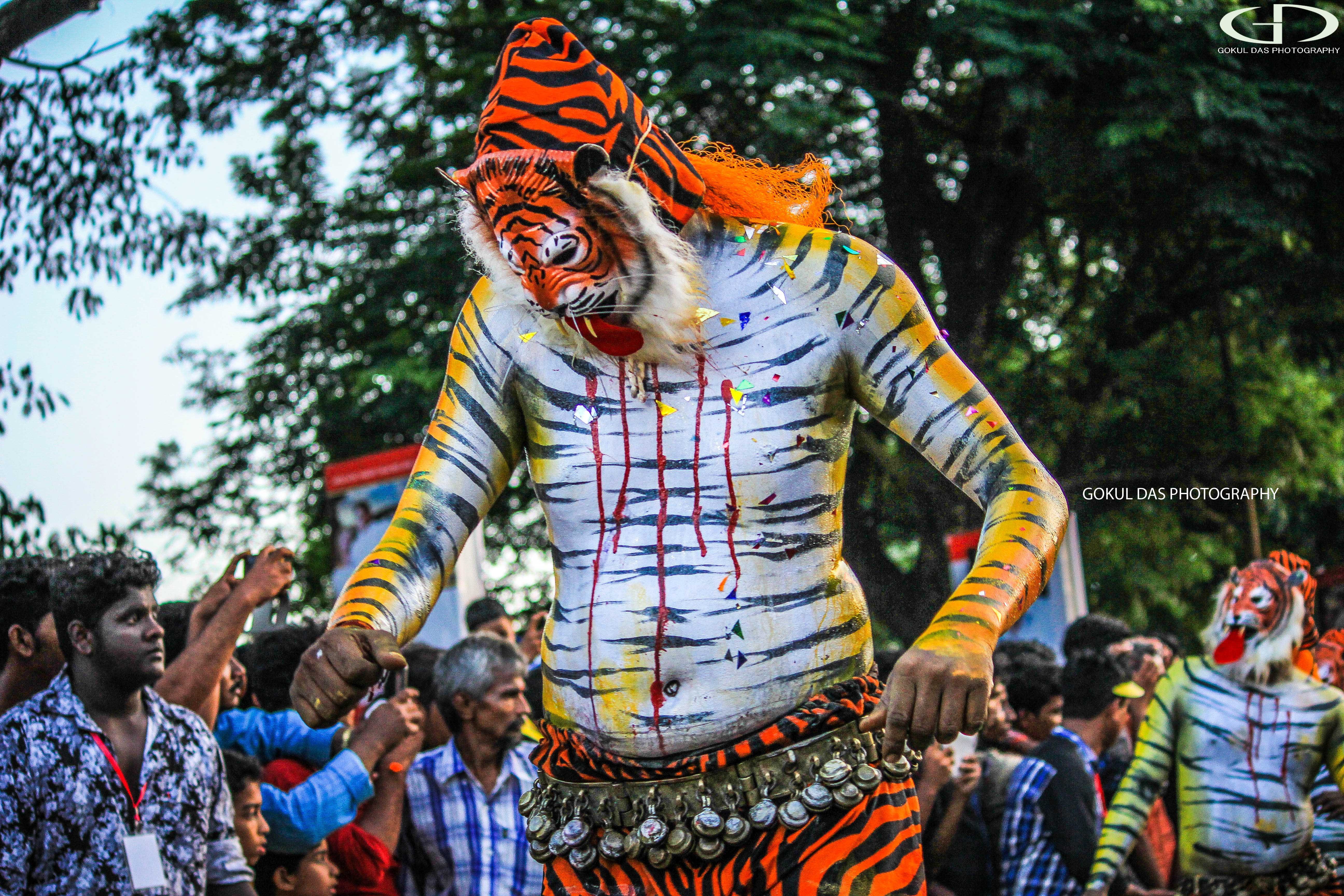
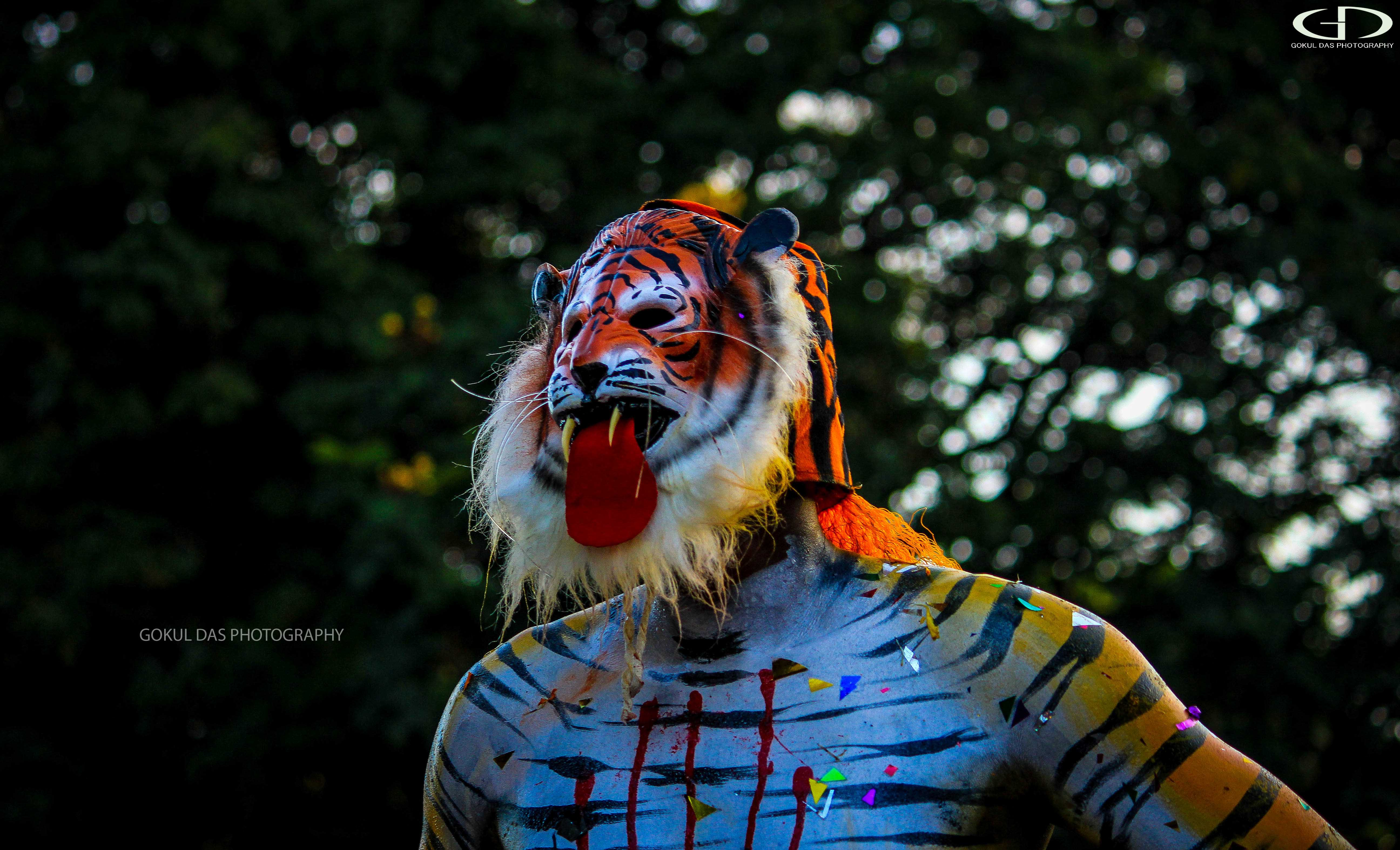
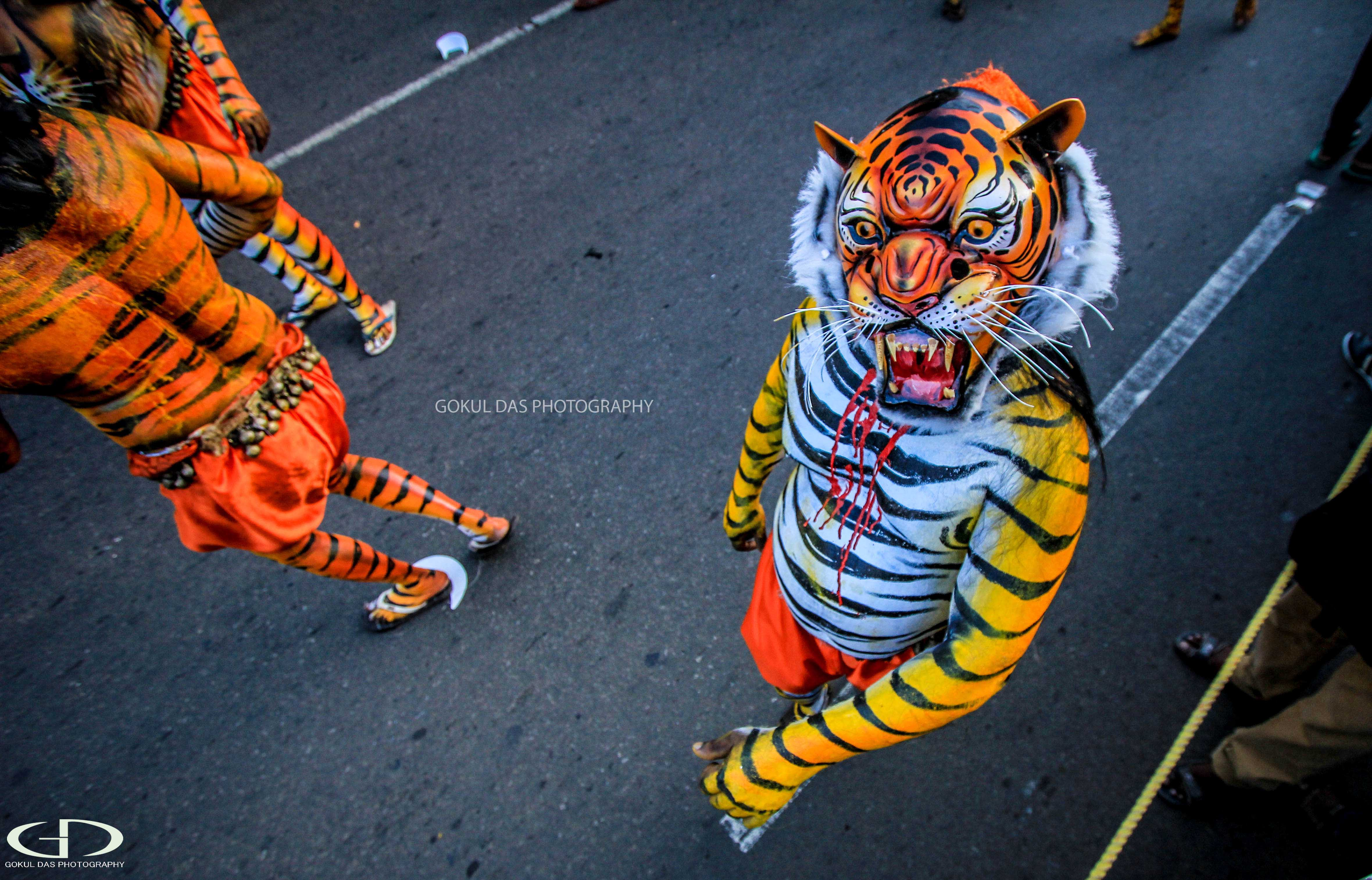
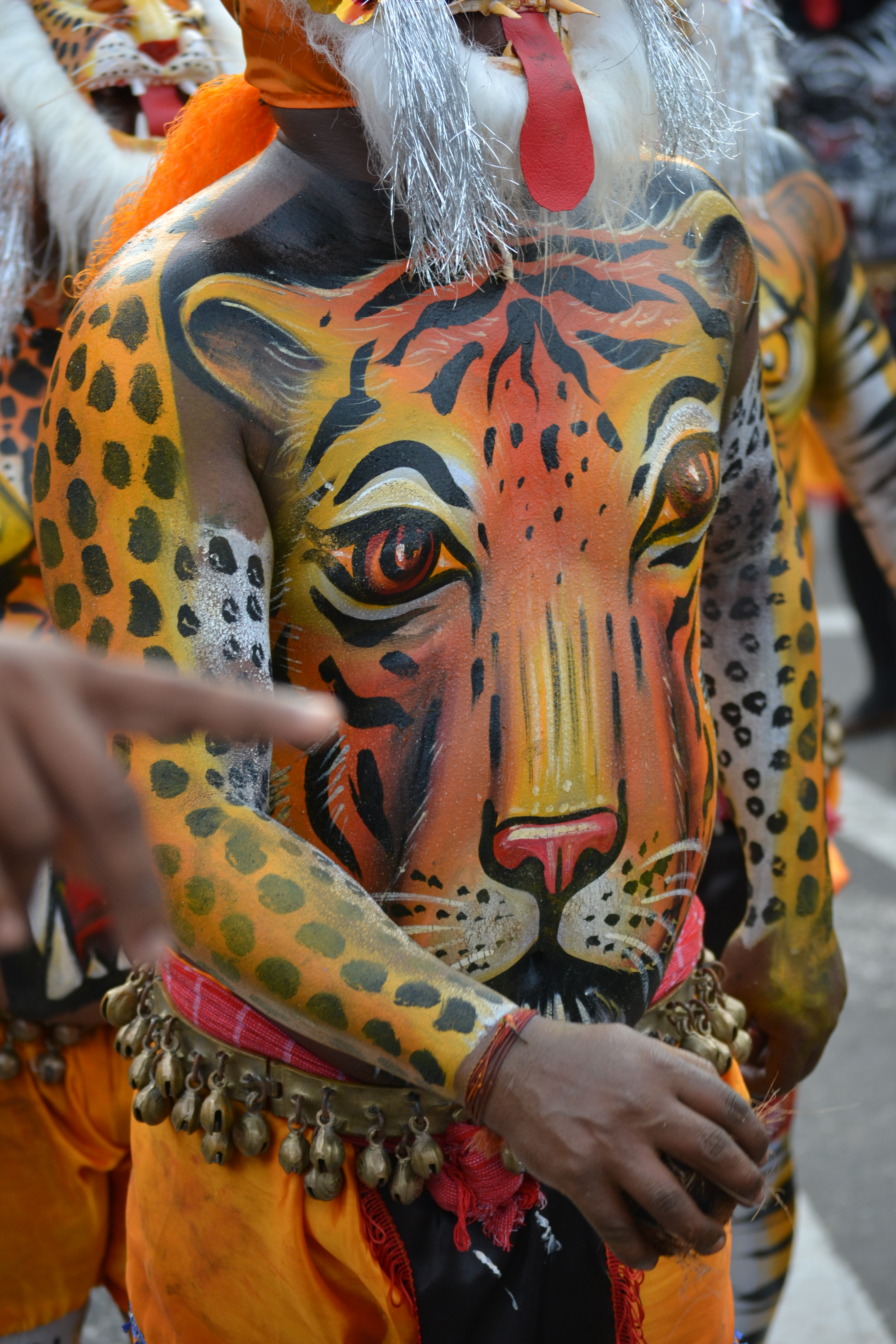
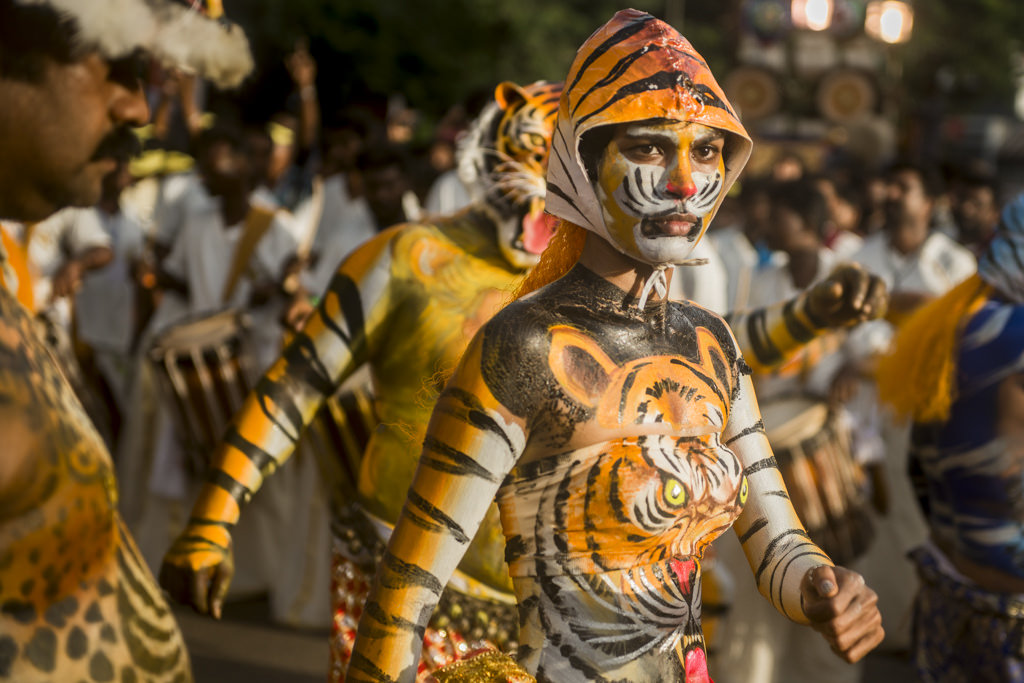
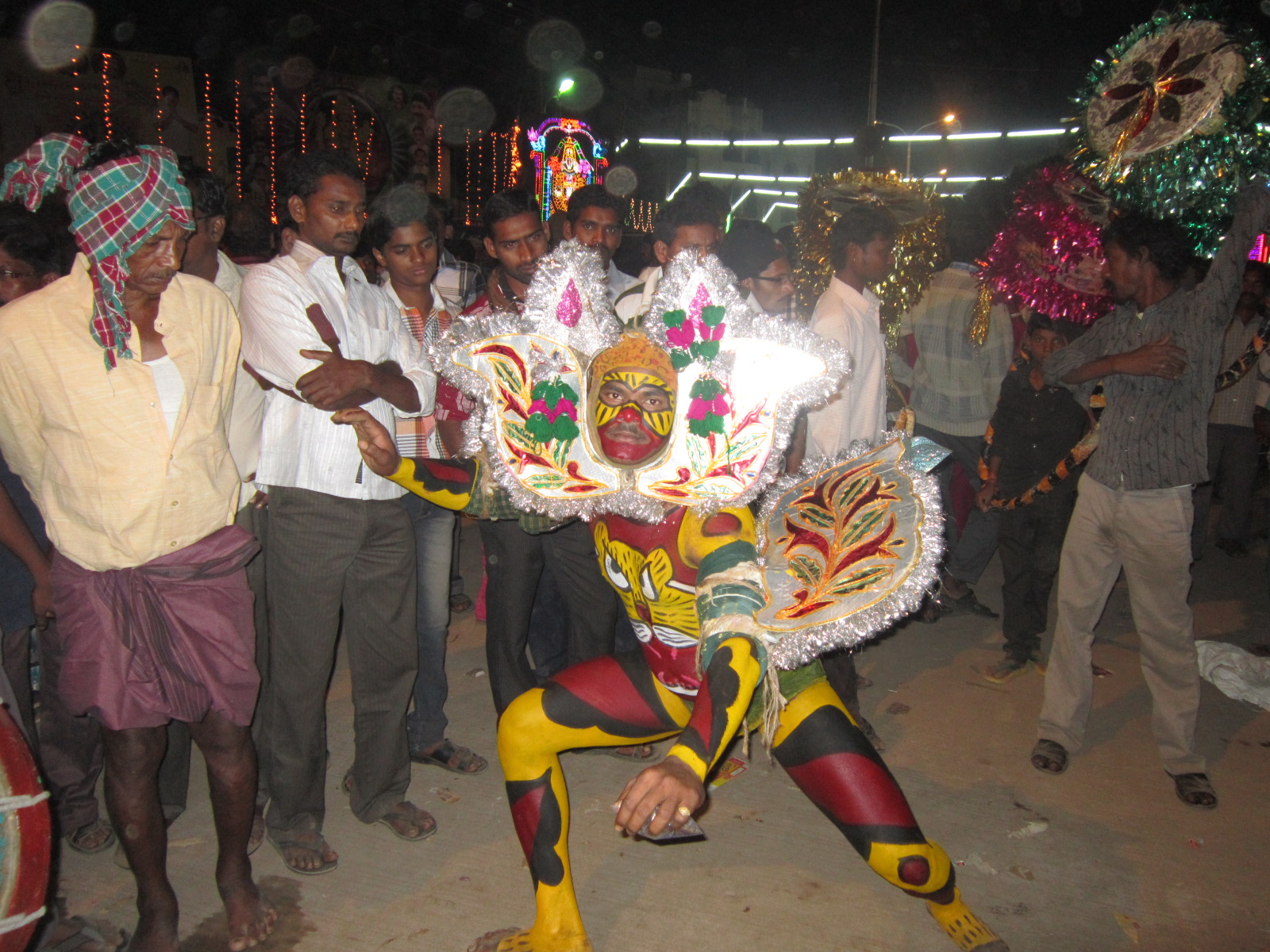
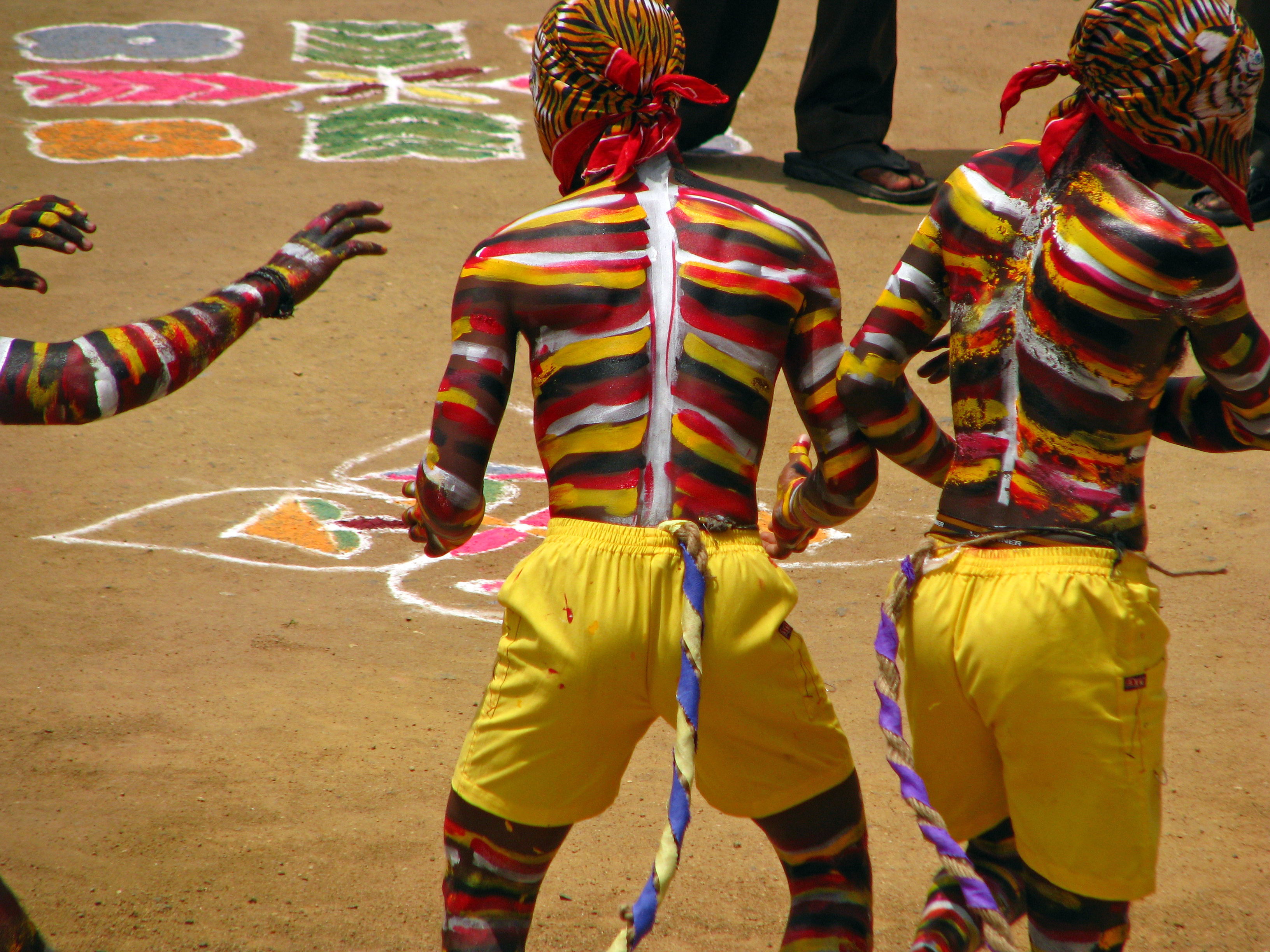
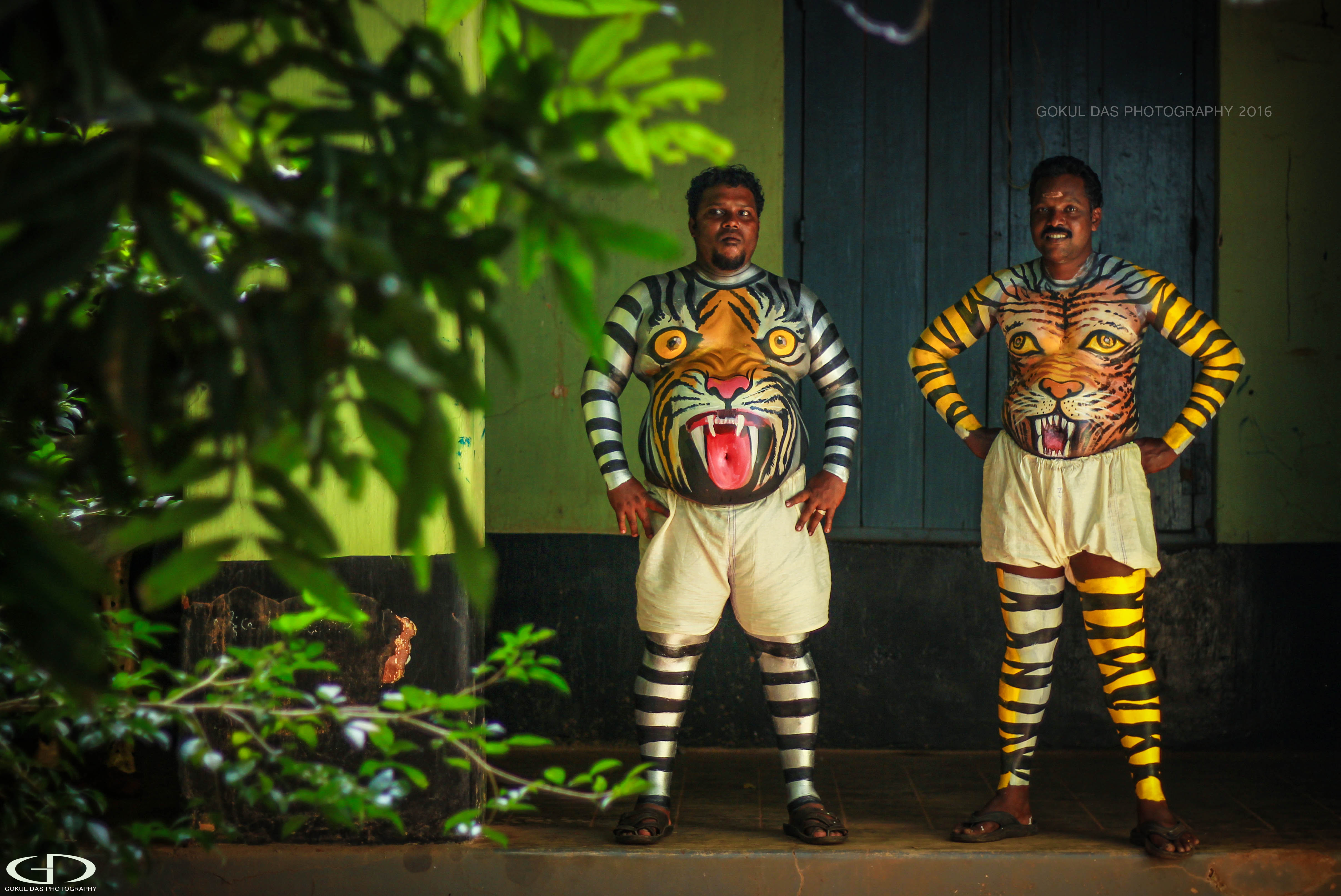
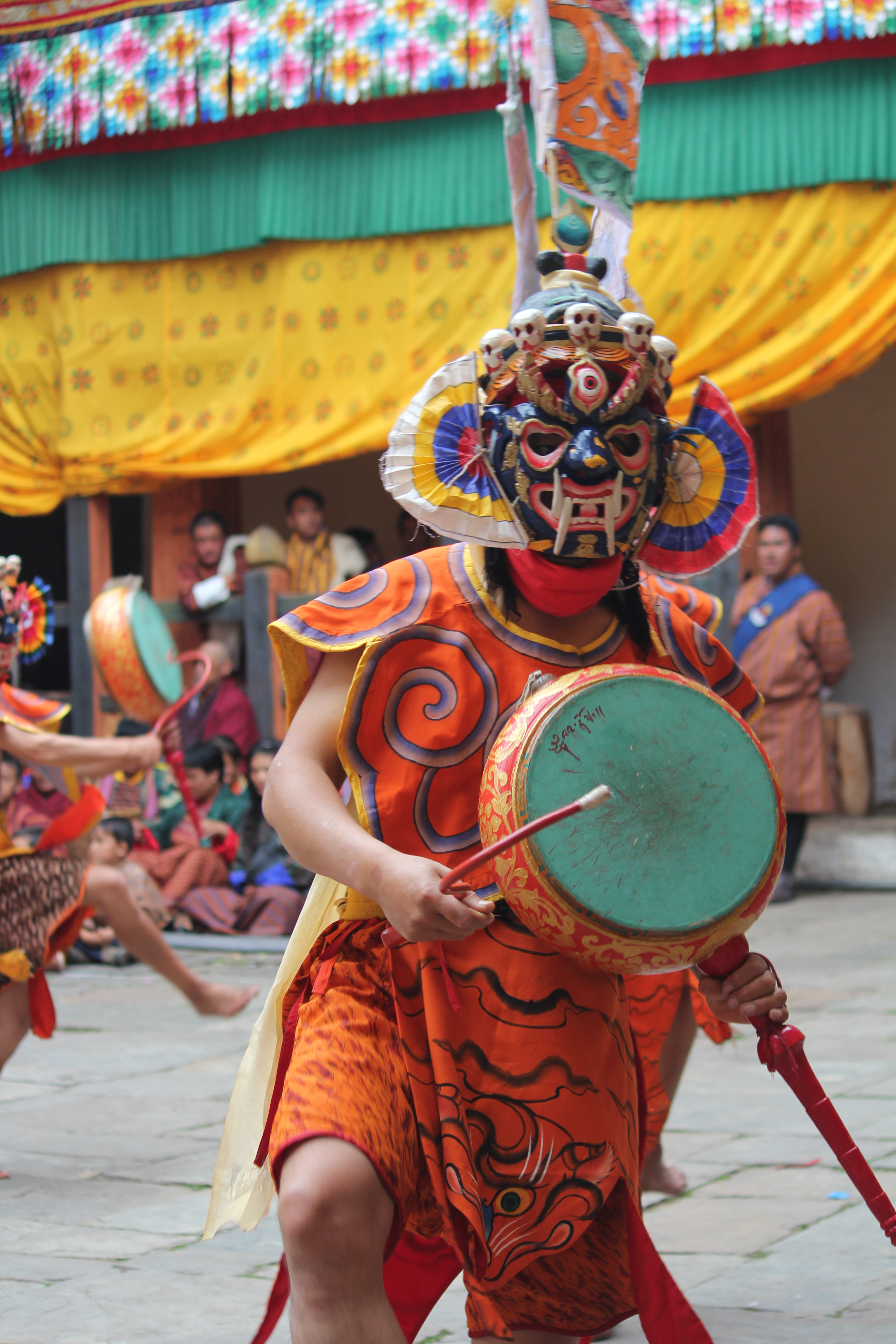
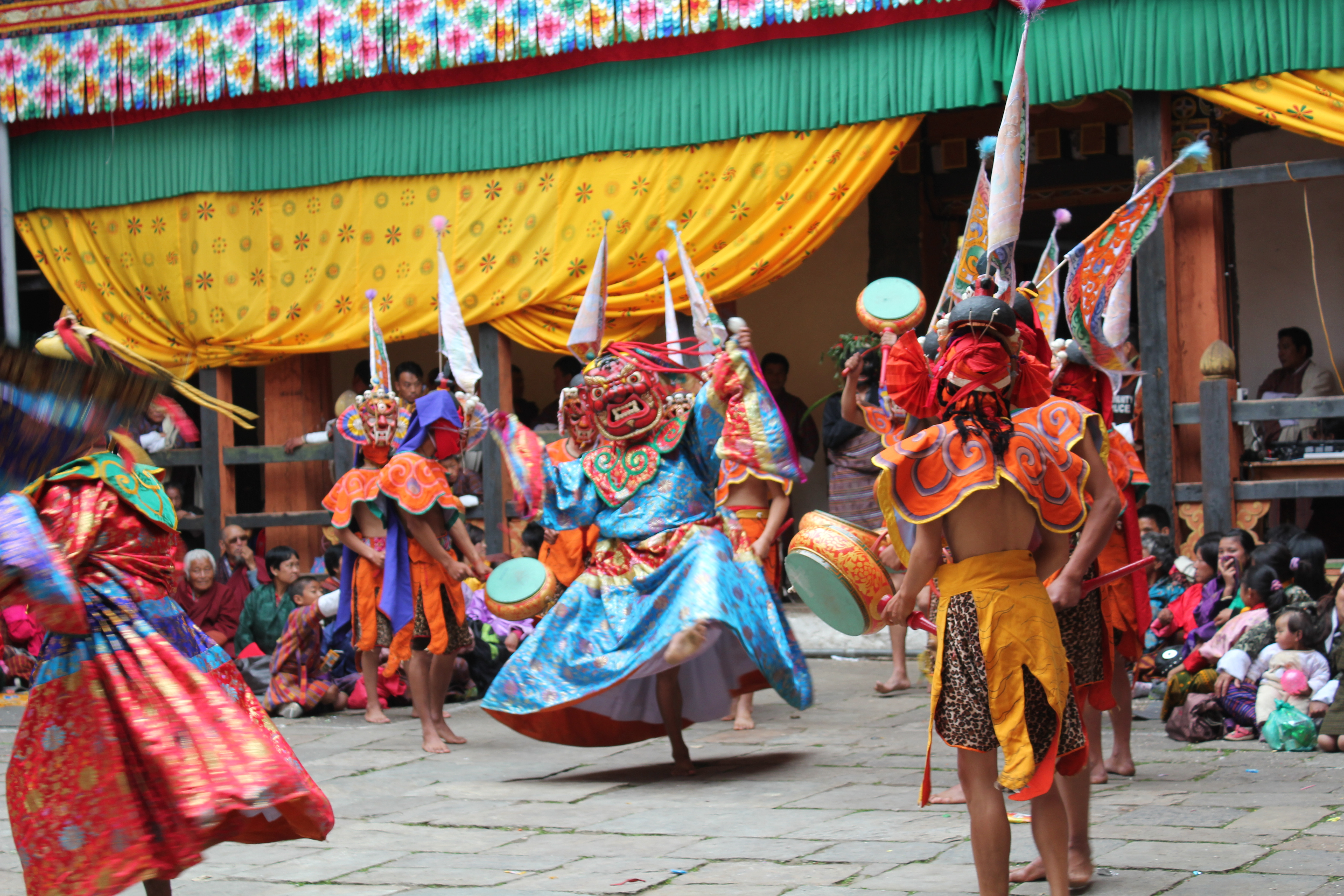
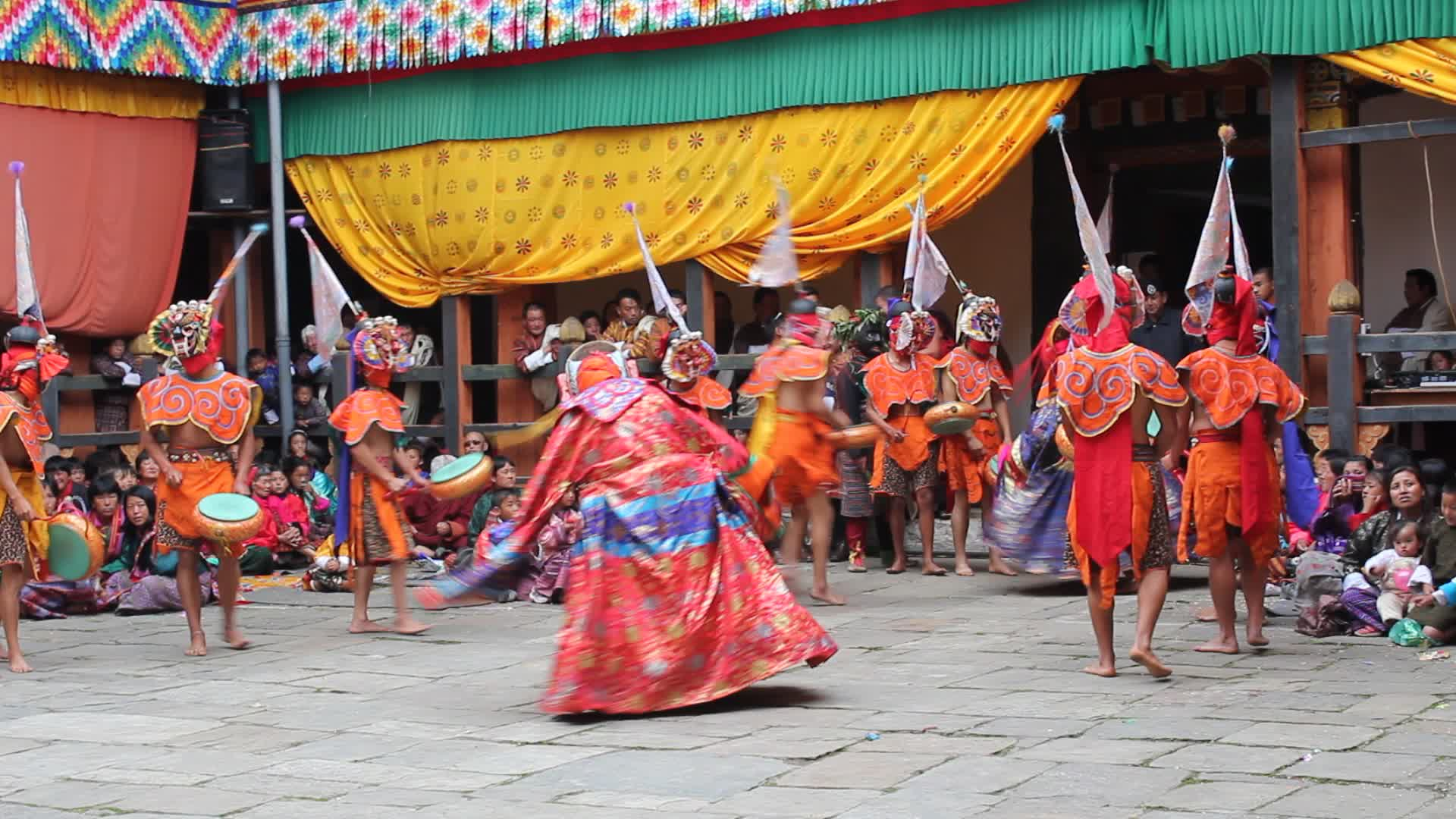
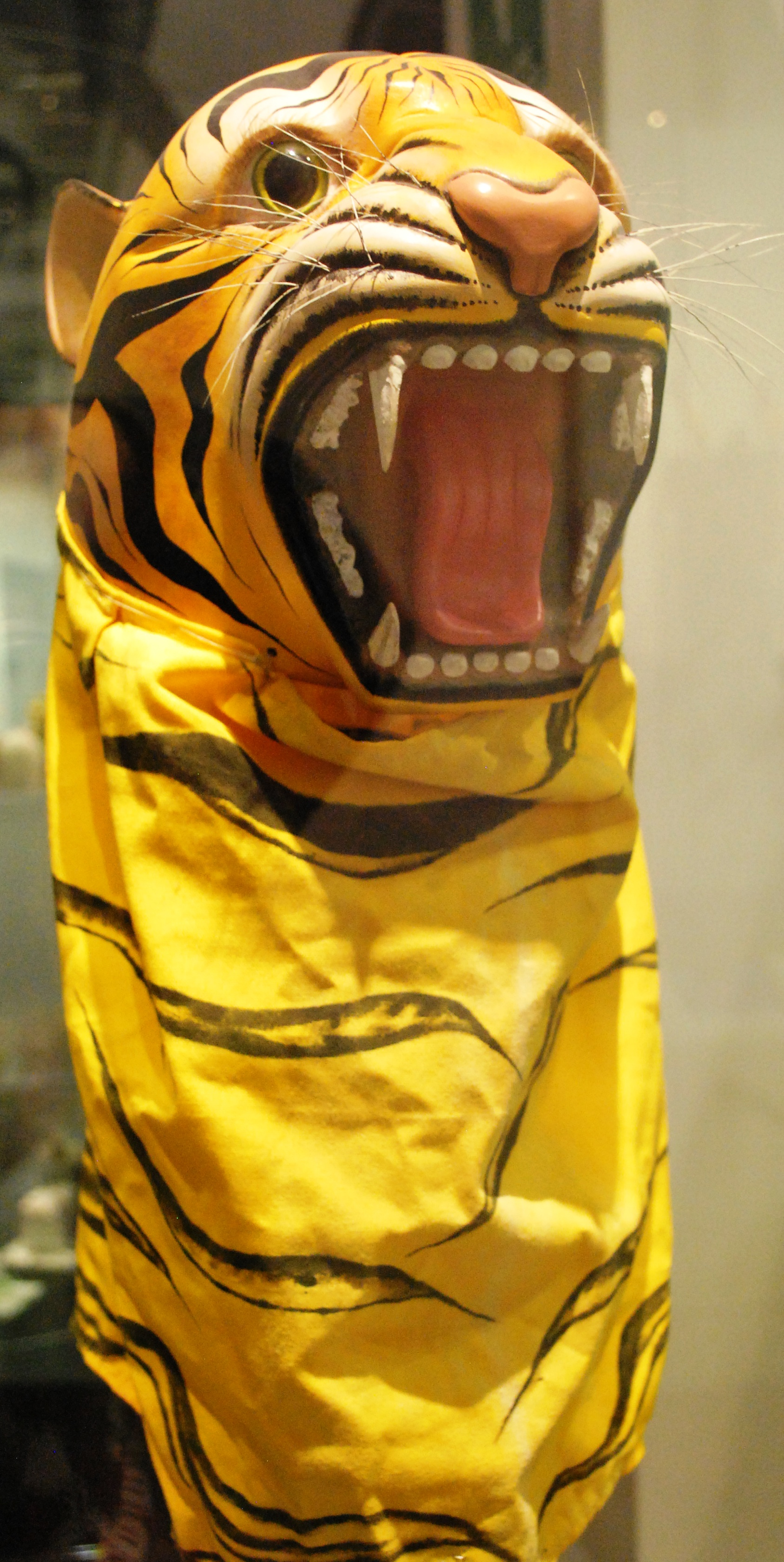
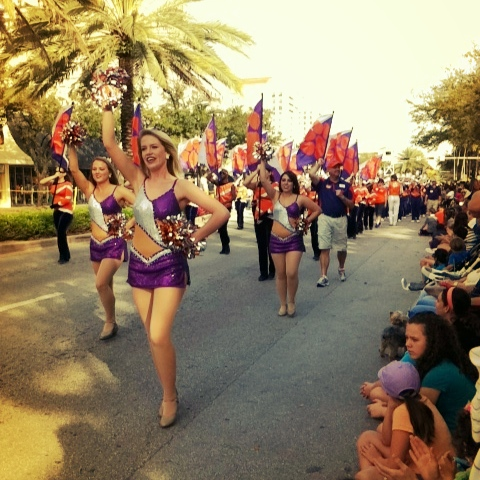
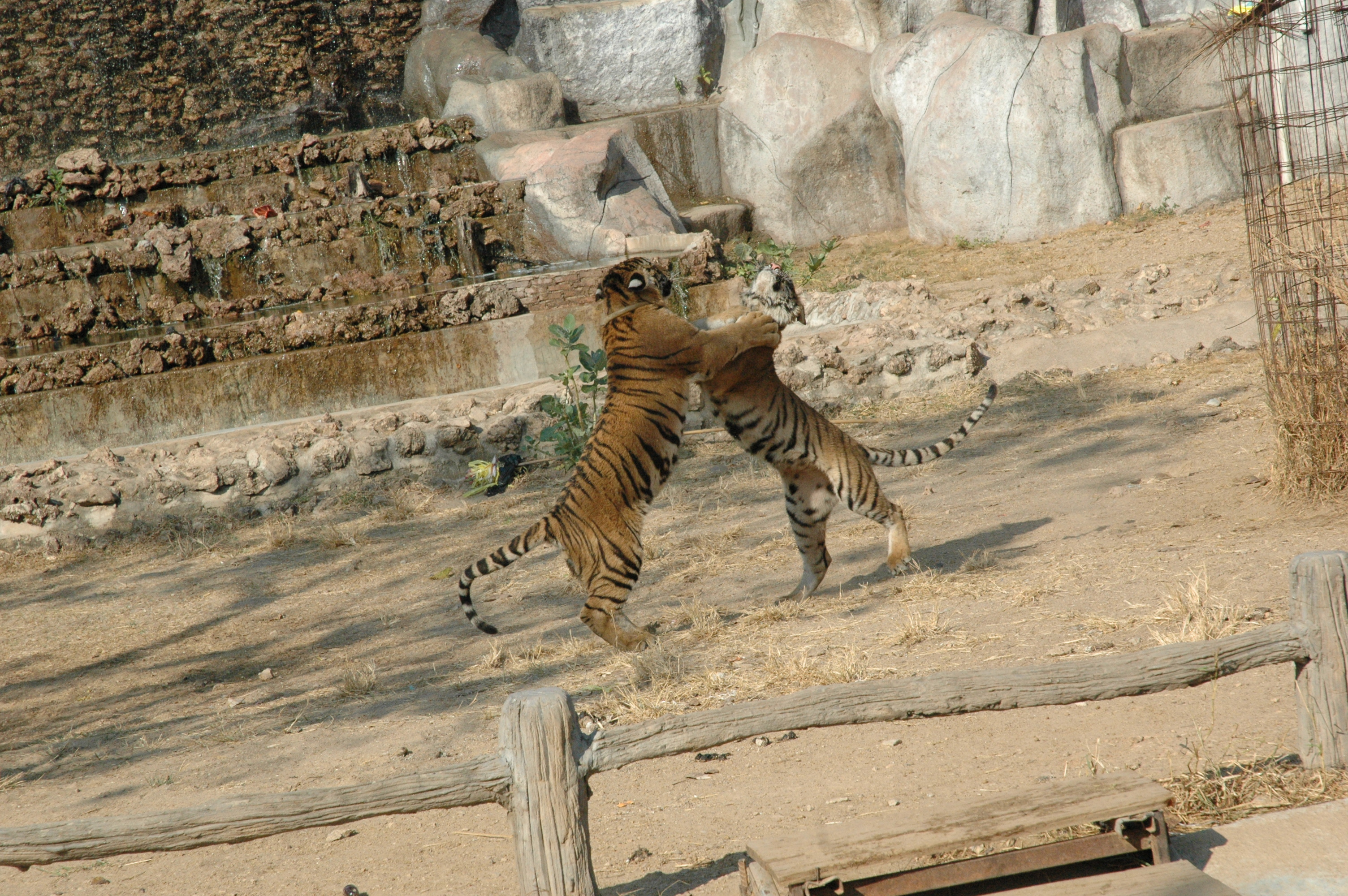